# Fosfatidilcolina

Estructura química de la fosfatidilcolina, en este caso con los ácidos grasos ácido palmítico y ácido oleico.

ácido fosfatídico.

La fosfatidilcolina o polienilfosfatidilcolina (también llamada lecitina) es un fosfolípido que, junto con las sales biliares, ayuda a la solubilización de los ácidos biliares en la bilis.
Es el componente más abundante de la fracción fosfatídica que puede extraerse tanto de yema de huevo (en griego λεκιθος, lekithos), como de granos de soja mediante extracción mecánica, o química usando hexano.
La fosfatidilcolina es uno de los principales constituyentes de las bicapas lipídicas de las membranas celulares. Además es un componente de mayor relevancia en la lecitina, y en algunos contextos, los términos se usan como sinónimos. Sin embargo, el extracto de lecitina está constituido por una mezcla de fosfatidilcolina y otros compuestos.

## Estructura química

Colina.

La fosfatidilcolina contiene mayoritariamente ácido palmítico o ácido esteárico en la posición del C-1 y principalmente los ácidos grasos insaturados de 18 carbonos oleico, linoleico o linolénico en la posición de C-2; también participa en la esterificación del colesterol de las lipoproteínas de alta densidad (LAD en español o, más comúnmente por sus siglas en inglés, HDL), gracias a la acción de la enzima LCAT que convierte al colesterol en éster de colesterol al mismo tiempo que modifica la fosfatidilcolina a lisofosfatidilcolina.
La fosfolipasa D cataliza la hidrólisis de fosfatidilcolina a ácido fosfatídico, liberando la colina, soluble en el citosol, que puede usarse para sintetizar triacilgliceroles o diferentes lípidos de membrana.

## Producción
La fosfatidilcolina o lecitina se produce de forma natural en el hígado y se puede obtener de ciertos productos alimenticios, principalmente el sésamo, la soja y la yema del huevo.
La bilis es una sustancia de color verde sintetizada por el hígado y vertida al intestino delgado a través de un conducto denominado colédoco. Tiene una gran importancia en la digestión ya que se encarga de emulsionar los lípidos (grasas) que ingerimos en la dieta. Entre sus componentes predominan colesterol, bilirrubina y lecitina. La lecitina es un componente fundamental de la bilis porque tiene un gran poder emulsionante, es decir, actúa como un detergente con las grasas.

## Posibles beneficios para la salud

### Cerebro
Aunque se ha detectado que la fosfatidilcolina ha mejorado la memoria en ratones afectados por demencia al incrementar la concentración de acetilcolina, no existen estudios que puedan afirmar que la fosfatidilcolina mejore la memoria en humanos.

### Senescencia
Siendo la fosfatidilcolina una sustancia esencial para el mantenimiento de cada célula del organismo algunos investigadores, en modelos de roedores, han investigado el rol de esta sustancia para desacelerar el envejecimiento oxidativo y promover las funciones cognitivas en pacientes con demencia.
Sin embargo, una revisión sistemática en humanos no encontró beneficios para tratar esta patología.

## Posibles riesgos para la salud
Un informe publicado en 2011 ha vinculado los catabolitos microbianos de fosfatidilcolina con un aumento de la aterosclerosis en ratones mediante la producción de  colina, óxido de trimetilamina, y betaína.